# 6 Brygada Pancerna (Bundeswehra)
6 Brygada Pancerna (niem. Panzerbrigade 6) – pancerny związek taktyczny Bundeswehry.
W okresie zimnej wojny Brygada wchodziła w skład 2 Dywizji Zmechanizowanej i przewidziana była do działań w pasie Centralnej Grupy Armii.

## Struktura organizacyjna
| Organizacja PzBrig 6 w 1989 | Organizacja PzBrig 6 w 1989        | Organizacja PzBrig 6 w 1989 |
| Godło                       | Pododdział                         | Miejsce stacjonowania       |
| --------------------------- | ---------------------------------- | --------------------------- |
|                             | dowództwo brygady                  | Hofgeismar                  |
|                             | 61 batalion pancerny               | Arolsen-Mengeringhausen     |
|                             | 62 batalion grenadierów pancernych | Wolfhagen-Gasterfeld        |
|                             | 63 batalion pancerny               | Arolsen-Mengeringhausen     |
|                             | 64 batalion pancerny               | Wolfhagen-Gasterfeld        |
|                             | 65 batalion artylerii              | Arolsen-Mengeringhausen     |